# Renata Deskoska
Renata Deskoska (mac. Рената Дескоска) lub Renata Treneska-Deskoska (mac. Рената Тренеска-Дескоска; ur. 3 maja 1972 w Skopje) – północnomacedońska polityk i prawniczka. Pełniła funkcje ministra edukacji i nauki w latach 2017–2018, oraz ministra sprawiedliwości w latach 2018–2020.

## Życiorys
W 1994 roku ukończyła studia prawnicze na Uniwersytecie Świętych Cyryla i Metodego w Skopju, odbyła następnie trzyletnie studia magisterskie z politologii oraz prawa na tejże uczelni, a w 2002 roku obroniła pracę doktorską na Uniwersytecie Lublańskim.
Od 1998 do 2003 roku pracowała jako asystent na ukończonym przez siebie Uniwersytecie Świętych Cyryla i Metodego w Skopju, a przez następne 5 lat była adiunktem. W latach 2008–2012 profesora nadzwyczajnego. W 2012 roku została profesorem zwyczajnym.
W wyniku wyborów parlamentarnych z 2014 roku uzyskała mandat do Zgromadzenia Republiki Macedonii, w którym reprezentowała Socjaldemokratyczny Związek Macedonii; skutecznie ubiegała się o reelekcję w wyborach z 2016 roku. Od 2015 do grudnia 2016 pełniła funkcję wiceprzewodniczącej parlamentu, była także szefową macedońskiej delegacji w Zgromadzeniu Parlamentarnym OBWE oraz członkinią Zgromadzenia Parlamentarnego Rady Europy.
1 czerwca 2017 roku objęła funkcję ministra edukacji i nauki w pierwszym rządzie Zorana Zaewa i piastowała ją do 4 czerwca 2018. W tym dniu została ministrem sprawiedliwości, funkcję tę pełniła do 30 sierpnia 2020 roku.
Poza ojczystym językiem macedońskim deklaruje znajomość języka angielskiego.

## Książki i publikacje[2]
- Уставен и политички систем (1997)
- Извршната власт во демократските системи (1999)
- Прирачник за полагање на преоден испит (2001)
- Уставно уредување на Република Македонија (2002)
- Constitutional court of the Republic of Macedonia: Proposals for Legislative and Administrative Reform (2003)
- Doracak për dhënjen e provimit profesional dhe të praktikantit (2004)
- Rregullimi kushtetues i Republikës së Maqedonisë (2004)
- Прирачник за полагање на стручен и приправнички испит (2004)
- Уставно уредување на Република Македонија (2004)
- Конституционализмот и човековите права (2006)
- Конституционо уредување (2006)
- Party Funding and Campaign Finance in Macedonia (2007)
- Financimi I fushatave zgjedhore në Republikën e Maqedonisë (2008)
- Një votues-një vote (2008)
- One Voter- One Ballot (2008)
- Rregullimi konstitucional i Republikës së Maqedonisë (2008)
- Финансирање на изборните кампањи во Република Македонија (2008)
- Имам право на глас (2009)
- Јас избирам: еден гласач-еден глас (2009)
- Политички систем (2009)
- Уставно право (2009)
- Основи на јавно право (2011)